# Documenta11
Documenta11 var den elfte documenta-utställningen i Kassel i Tyskland, vilken hölls mellan 8 juni och 15 september 2002 med deltagande av 116 konstnärer och konstnärsgrupper. 
Documenta11 hade Okwui Enwezor som konstnärlig ledare, som hade hjälp av sex assisterande kuratorer.
Utställningen hade drygt 650.000 betalande besökare.

## Deltagande konstnärer
A
- Georges Adéagbo från Benin
- Ravi Agarwa från Indien
- Eija-Liisa Ahtila från Finland
- Chantal Akerman från Belgien
- Gaston André Ancelovici (kollektivet Cine-Ojo) från Brasilien
- Fareed Armaly från USA med Rashid Masharawi från Palestina
- Michael Ashkin från USA
- Asymptote Architecture
- Kutlug Ataman från Turkiet
- The Atlas Group från Libanon

B
- Julie Bargman och Stacy Levy från USA
- Artur Barrio från Brasilien
- Bernd och Hilla Becher från Tyskland
- Zarina Bhimji från Uganda
- Black Audio Film Collective från Storbritannien
- John Bock från Tyskland
- Ecke Bonk från Tyskland
- Frédéric Bruly Bouabré från Elfenbenskusten
- Louise Bourgeois från USA
- Pavel Braila från Moldavien
- Stanley Brouwn från Nederländerna
- Tania Bruguera från Kuba

C
- Luis Camnitzer från Uruguay
- James Coleman från Irland
- Constant A. Nieuwenhuys från Nederländerna
- Margit Czenki från Tyskland

D
- Hanne Darboven från Tyskland
- Destiny Deacon från Australien
- Stan Douglas från Kanada

E
- Cecilia Edefalk från Sverige
- William Eggleston från USA
- Maria Eichhorn från Tyskland
- Touhami Ennadre från Marokko
- Cerith Wyn Evans från Storbritannien

F
- Feng Mengbo från Kina
- Chohreh Feyzdjou från Iran
- Yona Friedman från Frankrike

G
- Meschac Gaba från Benin
- Giuseppe Gabellone från Italien
- Carlos Garaicoa från Kuba
- Kendell Geers från Sydafrika
- Isa Genzken från Tyskland
- Jef Geys från Belgien
- David Goldblatt från Sydafrika
- Leon Golub från USA
- Dominique Gonzalez-Foerster från Frankrike
- Renée Green från USA
- Victor Grippo från Argentina
- Le Groupe Amos från DR Kongo

H
- Jens Haaning från Danmark
- Mona Hatoum från Libanon
- Thomas Hirschhorn från Schweiz
- Candida Höfer från Tyskland
- Craigie Horsfield från Storbritannien
- Huit Facettes från Senegal
- Pierre Huyghe från Frankrike

I
- Igloolik Isuma Productions från Kanada
- Sanja Ivecovic från Kroatien

J
- Alfredo Jaar från Chile
- Joan Jonas från USA
- Isaac Julien från Storbritannien

K
- Amar Kanwar från Indien
- On Kawara från Japan
- William Kentridge från Sydafrika
- Johan van der Keuken från Nederländerna
- Bodys Isek Kingelez från DR Kongo
- Ben Kinmont från USA
- Igor och Svetlana Kopystiansky från USA
- Ivan Kozaric från Kroatien
- Andreja Kuluncic från Kroatien

L
- Glenn Ligon från USA
- Ken Lum från Kanada

M
- Mark Manders från Nederländerna
- Fabian Marcaccio från Argentina
- Steve McQueen från Stoirbritannien
- Cildo Meireles från Brasilien
- Jonas Mekas från USA
- Annette Messager från Frankrike
- Ryuji Miyamoto från Japan
- Santu Mofokeng från Sydafrika
- Multiplicity från Italien
- Juan Muñoz från Spanien

N
- Shirin Neshat från Iran

O
- Gabriel Orozco från Mexiko
- Olumuyiwa Olamide Osifuye från Nigeria
- Ulrike Ottinger från Tyskland

P
- Park Fiction från Tyskland
- Manfred Pernice från Tyskland
- Raymond Pettibon från USA
- Adrian Piper från USA
- Lisl Ponger från Österrike
- Pere Portabella från Spanien

R
- RAQS Media Collective från Indien
- Alejandra Riera från Argentina med Doina Petrescu från Rumänien
- Dieter Roth från Schweiz

S
- Doris Salcedo från Colombia
- Seifollah Samadian från Iran
- Gilles Saussier från Frankrike
- Christoph Schäfer från Tyskland
- Allan Sekula från USA
- Yinka Shonibare från Storbritannien
- Andreas Siekmann från TYskland
- Simparch från USA
- Lorna Simpson från USA
- Eyal Sivan från Israel
- David Small från USA

T
- Fiona Tan från Indonesien
- Pascale Marthine Tayou från Kamerun
- Jean-Marie Teno från Kamerun
- Trinh T. Minh-ha från Vietnam och USA
- tsunamii.net från Singapore
- Joëlle Tuerlinckx från Belgien
- Luc Tuymans från Belgien

U
- Urbonas, Nomeda & Gediminas från Litauen

W
- Jeff Wall från Kanada
- Nari Ward från Jamaica
- Quattara Watts från Elfenbenskusten

Y
- Yang Fu Dong från Kina